# Žuži Jelinek
Žužana Ferber (mađ. Zsuzsanna Ferber, Budimpešta, 17. jul 1920 — Zagreb, 23. januar 2016), poznata kao Žuži Jelinek, bila je hrvatska i jugoslovenska modna dizajnerka, stilistkinja, kolumnistkinja i spisateljica mađarskog porekla.

## Biografija

### Poreklo, detinjstvo i mladost
Rođena je 17. jula 1920. godine u Budimpešti, ondašnjoj Mađarskoj Demokratskoj Republici. Odrasla je uz trojicu braće (Imrea, Aleksandra i Ivana), u porodici Jevreja Izidora i Ruže Ferber. Izidor Ferber, rodom iz Ludbrega, promenio je prezime Farber u Ferber. Njen deda, Moric Farber, bio je trgovac tekstilom u Ludbregu. Roditelji su joj bili gluvonemi, a upoznali su se u Budimpešti u specijalizovanoj školi za osobe s ovim hendikepom. Zbog patriotizma Izidora Ferbera, porodica Ferber se nakon Žužinog rođenja odlučila vratiti iz Mađarske u Hrvatsku, u tadašnju Kraljevinu Srba, Hrvata i Slovenaca. Porodica se nastanila u sirotinjskom delu Zagreba. Žuži Jelinek je pohađala školu u Borongaju. Majka joj je bila domaćica, a otac četkar. Odrastajući u teškim uslovima, bila je odlučna da uspe u životu. Prvo je u Zagrebu završila školu za krojačice.

### Karijera, Drugi svetski rat i kasniji život
Sa 17 godina, počela je raditi u Parizu u fabrici modne dizajnerke Nine Riči. Radeći u fabrici, upoznala je i Koko Šanel za koju je kratko radila. Jedne prilike se usudila da kritikuje haljinu koju je Koko Šanel nosila tog dana: „Gospođo, ova vam haljina ne paše, ne stoji vam lijepo. Jučerašnja haljina bolje vam je stajala, ova danas nije za vaše tijelo.” Šanelova joj je oštro odgovorila: „Šta ti, balavice, znaš o haljinama!”, ali je sledeći dan došla da se posavetuje sa mladom devojkom koja se usudila da joj prigovori. Ovaj susret je u mnogočemu bio važan za budućnost Žuži Jelinek. U Zagreb se vratila 1939. i otvorila krojačku radnju za bogate jevrejske porodice. Već tada je aktivno učila strane jezike, a za života je naučila i govorila čak sedam jezika. 1941. godine udala se za zagrebačkog zubara Eriha Jelineka, s kojim je dobila dvoje dece, Ivicu i Dijanu. U Nezavisnoj Državi Hrvatskoj (NDH) Žuži Jelinek je izgubila sva tri brata. Za vreme rata se sa suprugom preselila u Rijeku. Tu je saznala da će joj roditelji biti deportovani u Koncentracioni logor Jasenovac. Da bi spasla roditelje od sigurne smrti, zavela je italijanskog oficira kog je posećivala nekoliko noći u riječkom Hotelu „Esplanade”. Da joj komentari i mišljenja drugih o postupcima koje je činila nisu bili nimalo bitni, pokazala je rekavši sledeće:
| „ | Život svojih roditelja platila sam seksom i nije mi žao. A kaj će te vi misliti o meni, baš me briga. | ” |

U septembru 1943. godine pridružila se Narodnooslobodilačkoj vojsci Jugoslavije (NOVJ). U NOVJ-u je bila bolničarka u zubarskoj ambulanti 35. ličke divizije. Nakon rata opet je započela raditi kao krojačica. U 40. godini života preselila se u Sjedinjene Američke Države gde je nastavila sa uspešnom karijerom krojačice. Po povratku u Zagreb, saznala je da je dotadašnji suprug napustio. Njeni uspesi i putovanja u ono vreme zasmetali su Josipu Brozu Titu koji je smatrao da promovisanje njenih modela kao Žuži Jelinek nije dobro za samoupravni socijalizam SFR Jugoslavije. Umesto toga, Tito joj je bio ponudio mesto direktorke makedonske modne kompanije „Teteks”, pod čijim bi imenom predstavljala svoje modele. Odbivši ponudu, pala je u Titovu nemilost i bilo joj je sugerisano da napusti Jugoslaviju. Sa decom i roditeljima se preselila u Ženevu, gde se udala za advokata Franka Litija i na taj način dobila švajcarsko državljanstvo. Nakon razvoda od Litija, udala se za Vladu Majdera, kojeg je ubrzo ostavila; Sa osamdeset godina udala se za Milorada Ronkulina. Četiri udaje opravdala je rečima: „A to ide s godinama.”
Imala je pet luksuznih vila (četiri u Ženevi i jednu u Opatiji). Na pitanje u čemu je tajna njenog uspeha, odgovorila je: „I kada imate malo i kada imate puno, s novcem treba znati raspolagati.”
U Zagreb se vratila 1964. godine, na Titov poziv, da bi ubrzo postala krojačica i modni savetnik Jovanke Broz te Bele Krleže.
Krajem 1950-ih godina, Žuži Jelinek je među prvima iz ondašnje Jugoslavije održavala modne revije u inostranstvu (Evropa, Severna Amerika te Bliski i Daleki Istok). Prva se proslavila u modnom svetu izvan granica bivše SFR Jugoslavije, a domaća štampa ju je zbog toga prozvala „ambasadorom mode”. U inostranoj štampi su je nazivali „najpoznatijom modnom kreatorkom iza Železne zavese”. Od 1994. bila je redovna kolumnistkinja hrvatskog časopisa Glorija, a tokom života napisala je deset knjiga, od kojih je poslednja, naslovljena kao Živjeli muškarci, objavljena 2013; sastoji se od njenih kolumni iz časopisa Glorija. Ostali naslovi su Mijenjaju li se muškarci, Žene, osvajajte..., Od seksa do vječnosti itd. Pisala je i o svakodnevnim problemima, zdravstvenom vaspitanju, ličnoj higijeni i odnosu prema novcu. O njoj je takođe snimljen i biografski dokumentarac režisera Darka Halapije i scenaristkinje Andree Ćakić, a u produkciji Hrvatske radio-televizije (HRT). Četrdesetominutni film pod nazivom Mislim da ja to ne zaslužujem premijerno je prikazan 2007. u bioskopu „Tuškanac”. Navodno je i sam Stiven Spilberg želeo snimiti film o njenom životu. Naime, nakon što je čuo priču o Jevrejki koja je tokom holokausta rizikovala svoj život kako bi spasla roditelje, Spilberg ju je pozvao da radi kao glavni savetnik odnosno savetnica na filmu. Iako počašćena ponudom, nije htela živeti u SAD dve godine, pa je ponudu odbila. Živela je na relaciji Zagreb—Ženeva—Opatija. Bila je dugogodišnji član Vijeća Židovske općine Zagreb (ŽOZ). 2006. godine, dr Ognjen Kraus (predsednik ŽOZ-a) uručio joj je posebno priznanje za njen filantropizam i pomoć Domu penzionera „Lavoslav Švarc”. Decembra 2014. u ŽOZ-u je bila predstavljena autobiografija Žuži Jelinek pod nazivom Žuži — Život Žuži Jelinek. U navedenoj autobiografiji napisala je da je „verski gledajući ateista”, i to još od 1941, kada su joj ubijena sva tri brata. U tim mračnim vremenima pomislila je i postavila sebi pitanje: „Gdje je bio Bog?”
U dubokoj starosti živela je u osmosobnom stanu na Trgu bana Jelačića. Kako je jedne prilike i sama rekla: „... mirno... (...) ... sretna što si mogu platiti pomoć u kući... Od svoje djece ne moram ništa tražiti, darovala sam im kuće i stanove, sve sam podijelila i sad se jako svi skupa volimo.”

### Smrt
Preminula je u Zagrebu, 23. januara 2016. u 96. godini. Uzrok smrti nije poznat. Mediji su pisali da „nas je napustila žena čiji je život bio uzbudljiviji od holivudskih filmova”. Takođe, spekuliše se da je rođena 1916. godine, ali da je datum svog rođenja „prepravila kako bi bila mlađa”.
O sebi i raznim usporedbama koje su nastajale tokom celog njenog života rekla je sledeće:
| „ | Joj, znate, kaj su sve o meni govorili, da sam bila Mata Hari, prisluškivala političare. Ali, niš’ od toga nije bilo, iako dobro zvuči. | ” |

Na pitanje da sama kaže šta je zaista u životu bila, možda stilistkinja, rekla je:
| „ | Ma, bila sam samo obična šnajderica. | ” |

## Dela
- Seks liječi sve (2004)
- Žene, osvajajte... (2010)
- Mijenjaju li se muškarci (2011)
- Žuži — Život Žuži Jelinek (2014)

## Spoljašnje veze
Mediji vezani za članak Žuži Jelinek na Vikimedijinoj ostavi